# インドネシア共和国革命政府
インドネシア共和国革命政府（インドネシアきょうわこくかくめいせいふ、インドネシア語: Pemerintah Revolusioner Republik Indonesia, PRRI）は、1958年2月15日にインドネシア共和国中央政府へ反対する目的でスマトラ島に設立された地方政権。

## 概要
アフマド・フセイン陸軍中佐の闘争委員会によって実行され、プルメスタの反乱に続いたインドネシアの国内反乱によって成立した政権である。この紛争は当初、中央政府にさらなる地方自治と地方分権を求めるスマトラ地方の軍人および民間人による要求であった。要求が満たされなかったと感じたアフマドは、1958年2月15日に革命政府（PRRI）の成立を宣言した。中央政府はこれを国内最大の分離主義勢力とみなし、インドネシア共和国軍（ABRI。現在のインドネシア国軍）は建国史上最大の作戦行動をもってこれの鎮圧を図った。
実際にはPRRI側は戦争準備ができておらず、大規模な軍事行動に直面することになった。ABRIの対反乱作戦は、PRRI側に大きな犠牲をもたらした。この紛争での犠牲者は、独立革命より遥かに多かった。またPRRIとは無関係な人々も、多く暴行・殺人の被害を受けた。
PRRIの反乱の後、ミナン人の人々は深刻な心理的打撃を受けた。彼らは独立運動のなかで大きな役割を果たしたが、この紛争以降は分離主義者や反逆者といった先入観で語られるようになったためである。また政治的には、マシュミ（Masyumi）とインドネシア社会党（PSI）はPRRIに閣僚として参加した者が出たことなどから、スカルノ大統領によって活動を禁止された。一方、西スマトラではインドネシア共産党（PKI）の勢力が強まった。PRRIを支持した公務員の多くは、共産主義者たちにその地位を取って代わられた。
しばしばこの反乱は「プルメスタ・PRRI反乱」と呼ばれるが、プルメスタの反乱は実際にはスラウェシにおける独自の運動であり、1958年2月17日に革命政府への忠誠を誓ったものである。

## 背景

### スマトラの不満
PRRIのはじまりは、中央集権的な方針をとるジャカルタの中央政府に対して、スマトラ地方の軍民の指導者たちが失望を抱いたことであった。当時からインドネシアでは、ジャワ島と「外島」（つまりジャワ以外）との間に大きな開発格差が広がっており、一方で独立戦争の過程で実際には権力の分散化が進み、中央政府および軍中枢の命令が地方まで行きとどかない傾向があった。結果として国政の恩恵が（特に外島地方へ）回ってこない状態が続いた。そのため多くの人々が、地方政府による自治を要求するようになった。
この要求は1956年11月20日から25日まで開かれた、ABRI旧第9師団（“バンテン師団”）の将兵集会で表面化した。第9師団はインドネシア独立戦争時代に優秀な士官が集い、オランダの再侵攻に対して重要な役割を果たしたが、独立後に隷下の部隊がアチェやモルッカといった全国各地へ分派され、現地の部隊へ編入されたうえ、中央スマトラの原隊は連隊へ降格のうえ隣の軍管区に編入されていた。このような特別な不満もあって、11月の集会には612人の退役軍人が出席し、「バンテン憲章」という合意に至った 。
バンテン憲章を通じ、集会の参加者たちは政府と軍の統治について改善を求め、また地域ごとの防衛司令部と“バンテン師団”の再編制も要求した。さらに彼らは、「不健全」な官僚制の支配する中央集権型の政府が地域の発展を阻み、自発性を損ねていると主張した。バンテン憲章のためにバンテン委員会が作られ、第9師団の後身である第1軍管区第4歩兵連隊を率いるアフマド・フセイン中佐が委員長となった。委員会は17人からなり、8人が現役または退役の士官で、2人が警察官、7人が民間人、ウラマー、政治活動家および公務員からなっていた。
バンテン委員会に続いて、似た性格の組織が次々と立ち上げられた。マルディン・シンボロン大佐率いるガジャ委員会、バリアン中佐率いるガルーダ委員会などである。これらは1957年9月までに、アフマドの闘争委員会へ統合された。

### 中央政府の対応
こうした地方の決起に対し、当初のスカルノ大統領は外交を優先していた。ジュアンダ首相は国民評議会を1957年9月10日からジャカルタで開催することを提案し、一方で陸軍参謀長のアブドゥル・ハリス・ナスティオン大将は地方問題に軍事力を用いることを提案した。彼の主張は通らず、スカルノは国民評議会の開催に賛成した。この意向を受け、ナスティオンは国民評議会が開かれても自分の地位が脅かされることのないよう交渉を開始した。結果、参謀本部の許可なしに軍司令官たちが会合を開くことが禁じられた。
参謀本部の禁令により、地方の部隊指揮官たちはむしろ計画外の会議を開くこととなった。1957年9月7日から翌8日にかけて、国民評議会が開かれる直前、地方の軍事指導者たちはパレンバンで最初の会議をもった。彼らはそこで「パレンバン憲章」を採択し、まず中央政府に従来の「スカルノ＝ハッタ体制」を再構築することを要求した。西部スマトラのブキティンギを故郷とするモハマッド・ハッタは独立運動の時期から続くスカルノの同志で、顕職を歴任し初代副大統領を長く務めていたが、路線対立が表面化し1956年12月1日に辞任していた。スカルノとハッタの決別は民族協調と国家統一の理想が崩壊した象徴ともいわれ、地方の指導者たちにはハッタ待望論が存在したようである。
パレンバン憲章での要求は多岐にわたり、その他にはナスティオンおよびその属僚たちによる参謀本部の解散、上院の設置、地方自治、共産主義の禁止などがもりこまれた。しかし国民評議会で軍事指導者たちによって発表されたこれらの要求は、完全には受け入れられなかった。ナスティオンは内閣とスカルノ大統領に、軍事指導者たちの隠れた関心について説得した。

### 地方反乱
時を同じくして、スマトラではさまざまな軍事指導者による「反乱」が行われていた。インドネシア陸軍では軍管区制がとられていたが、外島地域の軍管区の司令官は、部隊の財政状況を改善するため、自ら特産品のコプラやその他禁制品の密輸に手を染めるようになった。これらの作戦はすぐに中央政府に対する、政治・経済的なより大きい自治権の要求へと変わっていった。
要求は満たされずに終わったため、司令官たちはさらに踏み込んで、彼らの軍管区内で無血クーデターを起こした。一連の革命は成功裏に終わり、クーデター政権は地方政府のかわりに統治を行い始めた。彼らの政権は次のとおりである。
- バンテン委員会（Dewan Banteng）
  - 第1軍管区（“ブキッ・バリサン師団”。東スマトラ）第4歩兵連隊長のアフマド・フセイン中佐が率いる政権。1956年12月20日から、中央スマトラ州の政権として統治をはじめた。
- ガジャ委員会（Dewan Gajah）
  - 第1軍管区司令官のマルディン・シンボロン大佐が率いる政権。1956年12月22日に東スマトラ一帯の地方政府を引き継ぎ、ジャカルタとの関係を断ち切った。
- ガルーダ委員会（Dewan Garuda）
  - 第2軍管区（“スリウィジャヤ師団”。南スマトラ）司令官のバリアン中佐が率いる政権。1957年1月15日に南スマトラ州地方政府にかわり統治を開始した。
- ランブン・マンクラット委員会（Dewan Lambung Mangkurat）
  - 第6軍管区（“ランブン・マンクラット師団”。カリマンタン）司令官のハサン・バスリ中佐が率いる政権。1957年3月17日から南カリマンタン州の地方政府を代行した。
- マングニ委員会（Dewan Manguni）
  - 第7軍管区（“ウィラブアナ師団”。東インドネシア全域）参謀長のフェンチェ・スムアル（インドネシア語版）中佐が率いる政権。1956年12月20日から北スラウェシ州の地方政府に取って代わった。

このクーデターにおいて、アフマドに政権を譲り渡した中央スマトラ州知事ルスラン・ムルヨハルジョの言葉には注意が必要である。
とりわけバンテン委員会、そして中央スマトラの人々全体も、国内国家を建てることを望んではいません。なぜなら、インドネシア共和国の地方政府と中央政府の間の関係は必ず正常へと戻るからです。インドネシアの国家と人民の安全を脅かす、混乱、緊張、不満といった感情を取り除く内閣さえあれば。
この当時、インドネシアは議会制民主主義体制下にあったが、宗教やイデオロギーにおいて目標が大きく異なる四大政党、すなわちインドネシア国民党（PNI）、マシュミ（Masyumi）、ナフダトゥル・ウラマー（NU）およびインドネシア共産党（PKI）が相克を繰り返し、議会は空転し内閣が乱立していた。一方、大統領のスカルノは外交で大きな成功を収めるも内政では指導力を発揮できず、議会制に幻滅していた。地方指導者たちの不満がこれらの生み出す地方格差と経済の停滞に端を発していたことを考えれば、中央の「正常化」が行われれば丸く収まるという主張も驚くにはあたらない。しかし現状に対する中央政府の見方は異なっていた。

### プルメスタ
中央政府が頑なな態度を貫いたのには理由があった。1950年、インドネシアはオランダとの停戦後に分割された諸国を統一し、ひとつの共和国として再出発した。だがほどなくして、ジャワ島ではイスラーム国家の樹立をめざすダルル・イスラーム運動（Darul Islam, DI）が蜂起した。これにアチェ州のダウド・ブルエ、南スラウェシ州のカハル・ムザカルらが呼応し、インドネシアは独立後すぐに分裂の危機へと陥っていたのである。
さらに問題を大きくしていたのがプルメスタ（Permesta）の存在であった。スラウェシ島の有力者たちは、スマトラの有力者と同様に、国内の政治・経済的な権力分配へ不満を抱いていた。主な理由は中央政府の政策による地域開発の遅れ、ジャカルタ中心の政策に対して天然資源は外島地方から集められる不公平、インドネシアでもっとも人口と政治的影響力の大きいジャワ人への警戒心などであった。
1957年初頭、マカッサルから地方指導者たちがジャカルタを訪れ、サレハ・ラハド中佐とモハマッド・ユスフ少佐がナスティオン参謀長と面会した。当時、ラハドは東インドネシア全体を管轄する第7軍管区（ウィラブアナ師団）における南・南東スラウェシ治安司令部の参謀長、ユスフはハサヌディン歩兵連隊の隊長であった。ラハドとユスフは第7軍管区の指揮下にあった治安司令部を、陸軍司令部の直轄である地方軍管区司令部へ昇格させるようもとめた。2月にはスラウェシ州知事のアンディ・パングラン・プタ・ラニがアリ・サストロアミジョヨ首相およびスナルヨ内務大臣と面会し、スラウェシへのより大きな自治権付与と国家歳入の割当てを要請した。2月末には第7軍管区の司令官フェンチェ・スムアル中佐ほか数名がやはり地方分権を訴えるためジャカルタへ渡り、スムアルは彼らの努力に共感する将校たちと面会できたが、政府との交渉は不首尾に終わり3月1日に帰郷した。マカッサルでは指導者たちが、交渉失敗に備えて2月25日に会合をもっていた。
3月2日午前3時、スムアルはマカッサルの知事公邸前で、第7軍管区全域に戦争状態を宣言した。その後、プルメスタ憲章または全体闘争憲章が読み上げられた。憲章の最後で「我々はインドネシア共和国からの離脱ではなく、ただインドネシア人民の命運の改善と、国民革命において残された問題の解決を望んでいるにすぎない」と宣言した。憲章は約50人の出席者によって署名され、パングラン知事は各員が落ち着いてその職務に当たるよう命じた。翌日、スムアルを軍政長官、ラハドを参謀長とする軍事政権が発表され、続いてパングランを含む4人の軍政知事を任命した。
3月14日、プルメスタ政権の代表団がジャカルタを訪れ、スカルノ大統領と下野していたハッタに別々の面会を求めた。スカルノはプルメスタがインドネシアからの独立を目指していないと保証されて安堵する一方、ハッタはプルメスタ憲章に感銘を受けた様子だった。しかし同日、サストロアミジョヨ首相が辞任を表明し、スカルノはナスティオンの提案で国家非常事態を宣言するとともに、ジュアンダを新首相として任命した。ジュアンダはスムアルと同郷の閣僚ら4名による対策本部を設置し、7月23日にプルメスタ政権と会談を持ったのち、北スラウェシへ新たに自治州と大学を設置することで合意した。またジュアンダは国民評議会を開くことを約束した（上述のスマトラ反乱への対策として、これが活用されることになる）。主な議題は政治、経済、軍事、スカルノ・ハッタ関係とされた。国民評議会が物別れに終わった後も数度にわたって会議が開かれたが、中央政府とプルメスタ政権の両方を満足させる合意は作れなかった。
一方、軍上層部もすばやく反応した。3月2日のうちにナスティオンは東・南東スラウェシ治安司令官のスディルマン大佐へ電報を送り、スラウェシの人々が危険にさらされるような行動は慎むよう命じた（スディルマンはすでにスムアルと人づてに連絡をとり、マカッサル市内の治安を維持することで合意していた）。3月15日には一時的にプルメスタの軍政知事が司令部でも受け入れられ、またナスティオンはかつて要求されたように地方軍管区を新設することを決定した。ただし新たな軍管区は4つの軍政区域に基づいて設定され、これにより南スラウェシが軍管区として独立したため、第7軍管区司令官であったスムアルはマカッサルでの地位と南スラウェシ関係者（ユスフやパングランなど）の支持を失って本部を北スラウェシへ移した。さらに、南スラウェシからの参加者はプルメスタ運動に武力紛争が必要かどうか疑問に感じ始めた。孤立したスムアルはスマトラへ赴き、アフマドやバリアンらとともにパレンバン憲章へ署名するに至った。

## 革命政府の成立

### 最後通告
1958年1月、スンガイ・ダレー近くで軍民の指導者が出席する会合が開かれた。参加者には以下の者たちが含まれている。
- アフマド・フセイン中佐（バンテン委員会議長）
- マルディン・シンボロン大佐（ガジャ委員会議長）
- バリアン中佐（ガルーダ委員会議長）
- フェンチェ・スムアル中佐（マングニ委員会議長、プルメスタ政府長官）
- ズルキフリ・ルビス（インドネシア語版）大佐（元陸軍参謀次長、軍事情報部部長）
- ダーラン・ジャンベク（インドネシア語版）大佐（元陸軍参謀長副官）
- モハマッド・ナシール（元首相・情報通信相）
- シャフルディン・プラウィラヌガラ（英語版）（元臨時政府首相、インドネシア銀行総裁）
- ブルハヌディン・ハラハップ（英語版）（元首相）
- スミトロ・ジョヨハディクスモ（英語版）（元蔵相・工業通商相）

会議の初日に、参加者たちは「破壊的でない」「違憲行為を働いた指導者達に対する矯正運動」を立ち上げることで合意した。また、闘争委員会の議長にアフマド・フセイン、事務総長にダーラン・ジャンベクを任命した。
2月10日、この会議に続く行動として、アフマドはジャカルタ政府に対し最後通告を発した。通告に含まれた要求は、5日以内にジュアンダ内閣の総辞職または大統領による解任を行うこと、来たるべき総選挙までハッタとハメンクブウォノ9世（元副首相、ジョグジャカルタのスルタン）が内閣を率いること、スカルノ大統領が憲法上の地位に立ち戻ることであった。プルメスタの宣言と同様、この通告は新国家の形成やインドネシアに対する反乱ではなく、憲法の施行状況に対する抗議の意味合いが大きいものだった。
中央政府はこの通告を黙殺し、アフマド・フセインと仲間たちの軍籍を剥奪した。一方、政府側は何人もの政府職員を当時ブキティンギに置かれていたバンテン委員会との交渉のために送り込んだ。しかし、エニー・カリム農相を含むその多くが、闘争委員会側によって拘束された。

### 革命政府

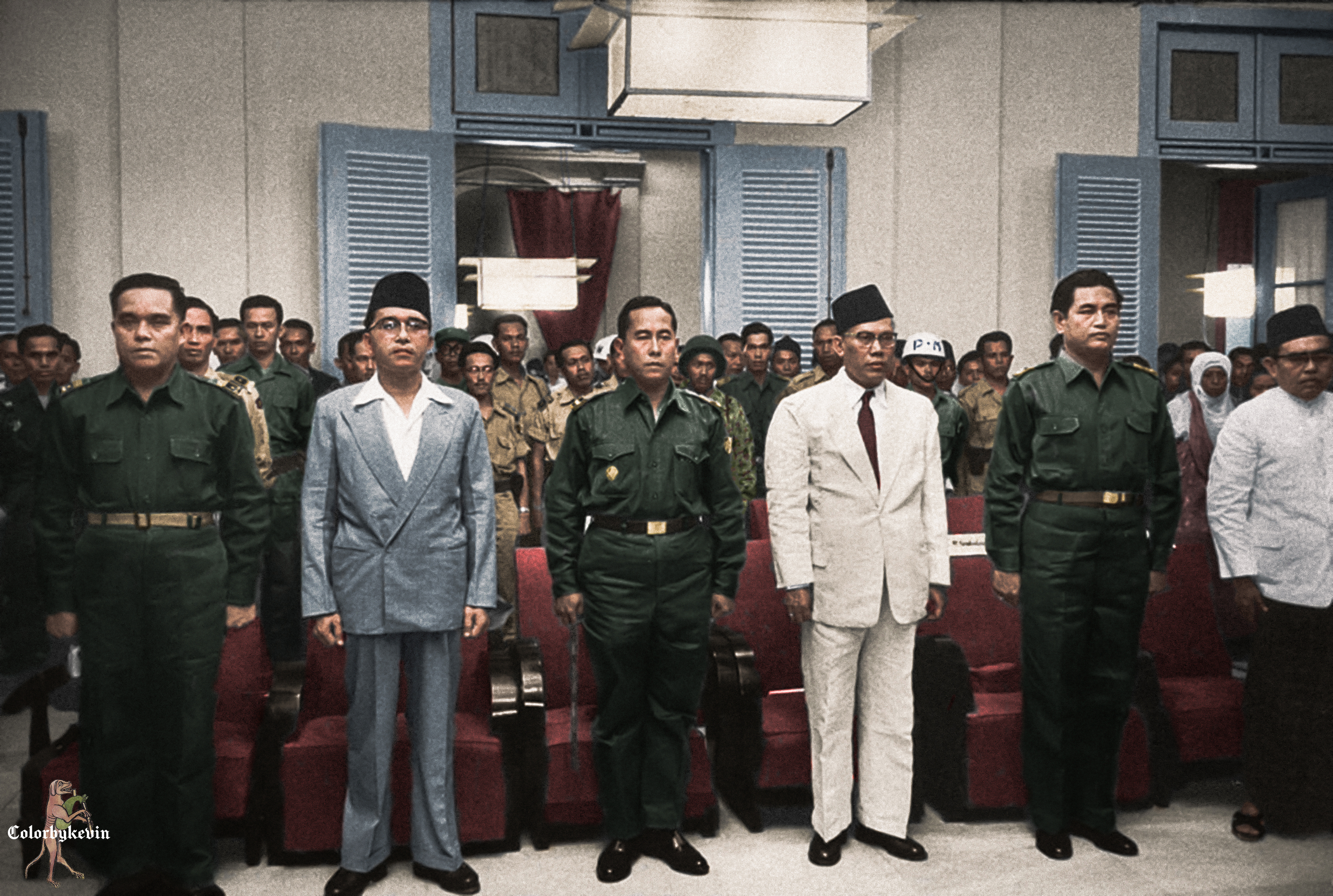
左からダーラン・ジャンベク大佐、ブルハヌディン・ハラハップ、アフマド・フセイン中佐、シャフルディン・プラウィラヌガラ, マルディン・シンボロン大佐、ムハマッド・シャフェイ

1958年2月15日、最後通告で宣言した期限を迎えても中央政府の回答が得られなかったことを受け、アフマド・フセインはインドネシア共和国革命政府（インドネシア語: Pemerintah Revolusioner Republik Indonesia, PRRI）の成立を宣言した。革命政府は中央政府と並立する形をとり、首府はパダンに置かれた 。
PRRI運動には上記のように閣僚経験者が参加していたこともあり、革命政府側はさっそく組閣に入った。陣容は次の通りである。
- 首相兼財務大臣：シャフルディン・プラウィラヌガラ[22]
- 内務大臣：アッサート（英語版）（元内相。彼の到着まではダーラン・ジャンベク大佐が代行）
- 外務大臣：マルディン・シンボロン大佐
- 国防大臣兼法務大臣：ブルハヌディン・ハラハップ（元首相）[1]
- 運輸船舶大臣：スミトロ・ジョヨハディクスモ（元蔵相）
- 社会福祉・衛生大臣：ムハマッド・シャフェイ（インドネシア語版）（元教育相）
- 農務・労働大臣：サラディン・サルンパト
- 宗教大臣：ムフタル・リンタン中佐
- 情報大臣：サレハ・ラハド（インドネシア語版）中佐
- 社会福祉大臣：アブドゥルガニ・ウスマン
- 通信・郵政大臣：ダーラン・ジャンベク大佐

西スマトラにおいては、インドネシア国民党（PNI）とインドネシア共産党（PKI）をのぞくほとんどの政党が、PRRIの掲げた理想に賛同を示した。またPRRIの宣言は、プルメスタ政権に支配されていた北部・中部スラウェシでも歓迎された。2月17日、これらの地域はPRRI運動を支援すると声明を発表した。

### 革命政府への抵抗

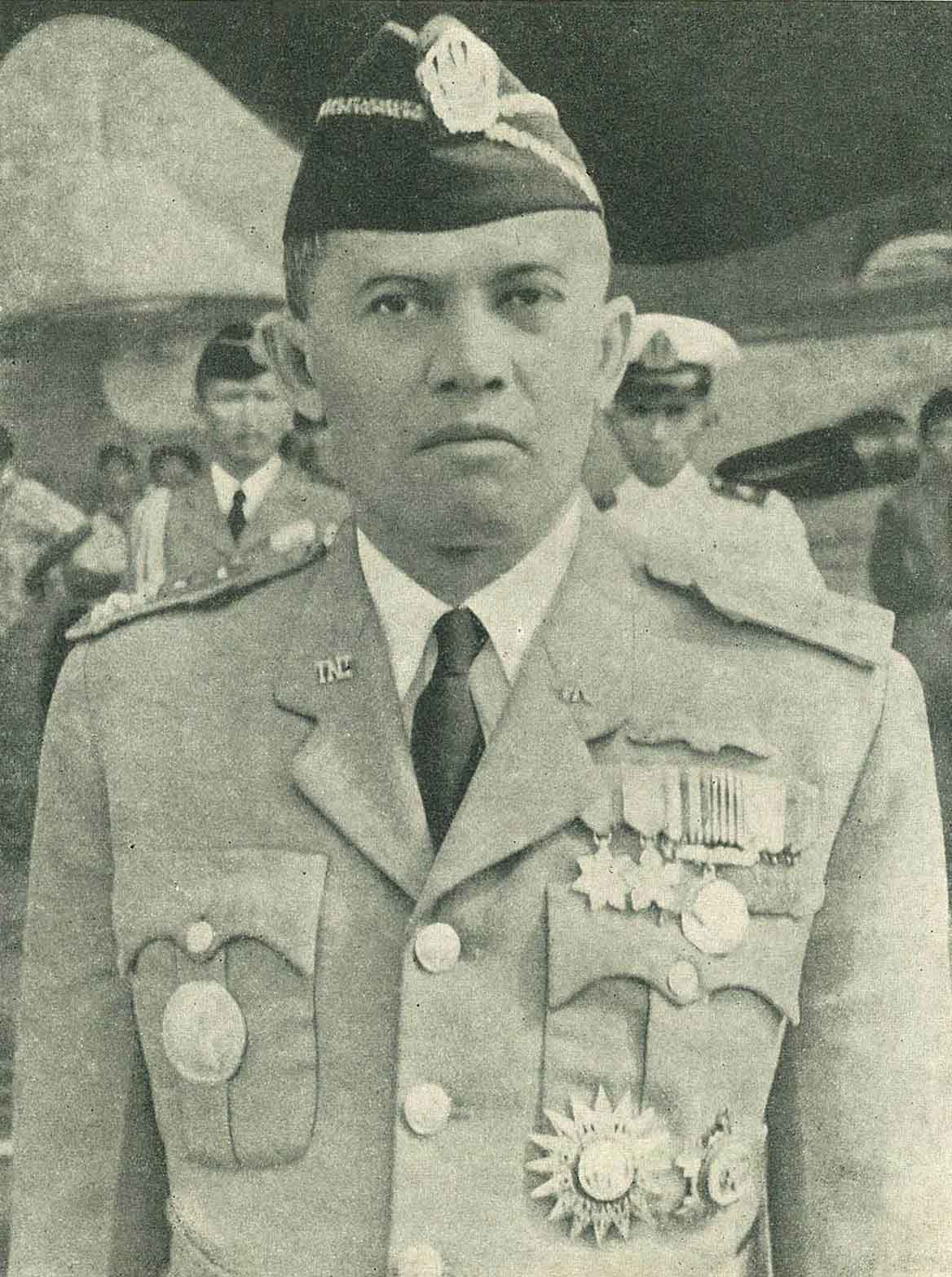
陸軍参謀長のアブドゥル・ハリス・ナスティオンは、PRRIを「粉砕」せよとの命令を発した。

他方、中央政府に抵抗することで同じ旗の下に結集したように見えた闘争委員会のメンバーにも、公然たる国家の分裂という極端な行いにためらいを覚える者がいた。バリアン中佐が率いるガルーダ委員会が代表的である。アフマド・フセイン率いるバンテン委員会の中にさえ、この路線へ反発する指導者やグループがいた。上に見たように地方の政治・軍事指導者は、中央へもある程度陳情や干渉を行うことができた。当時の政治秩序から完全に阻害されていなかったことが、逆にこのような露骨な反乱へ真の意味での支持や牽引力が生まれないことにつながった。
ジャカルタ中央政府も鎮圧の手を緩めず、PRRIに断固として反対した。中央政府は革命政府に指名された閣僚の一部を逮捕し、彼らを支援したABRIの司令官を解任し、スマトラの主要インフラを爆撃するに至った。陸軍参謀長のナスティオンはPRRIを武力で鎮圧する命令を下した。
中央政府がPRRIを抑圧し闘争が不利になってくると、いくつかの地元政党は革命政府から離脱し全国政党へと合流した。彼らのPRRIに対する視線は、最終的に他の政党と比べても厳しいものとなった。

## 制圧

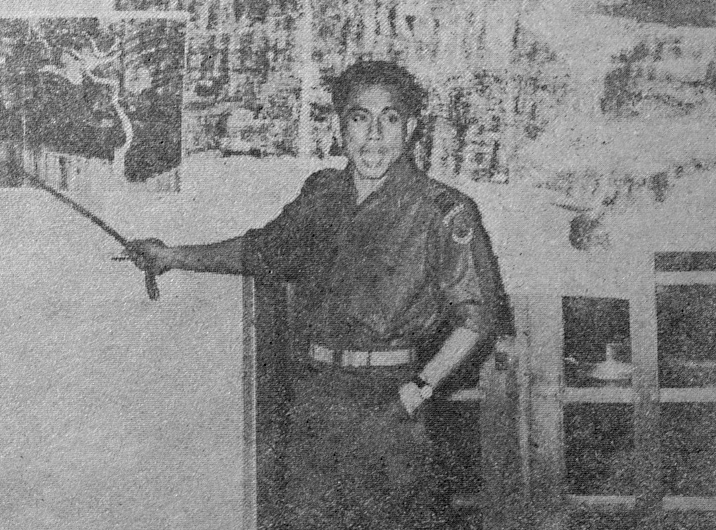
1958年4月12日、8月17日作戦のブリーフィングを行うアフマド・ヤニ大佐

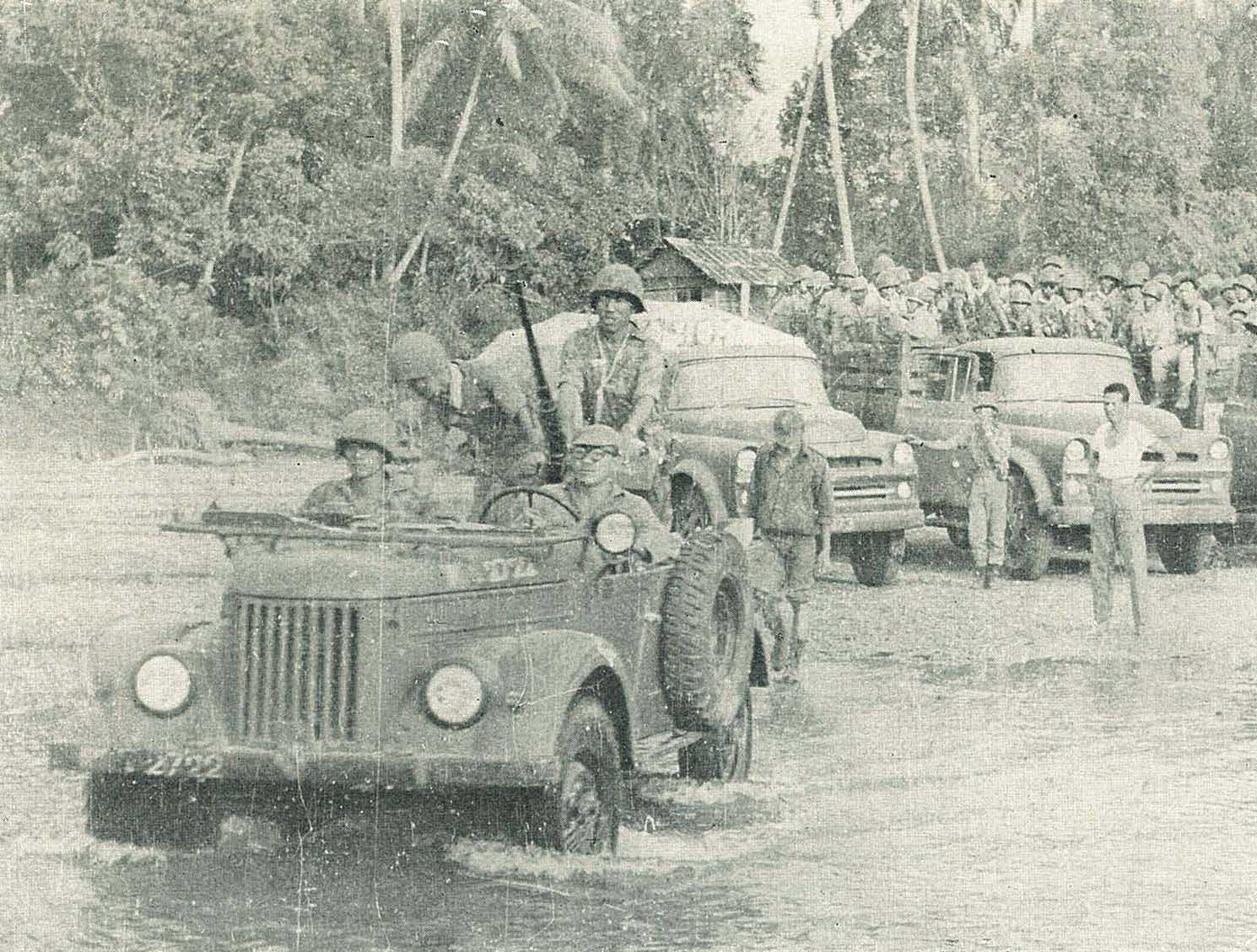
西パサマン県で渡河作戦中のインドネシア海兵隊

中央政府は、最初からPRRIを、軍事力を用いて徹底的に粉砕しなければならない分離主義勢力であると考えていた。そこで中央政府はABRI（「中央軍」と通称された）に命じ、陸軍・海軍・空軍の統合運用による共同作戦を発動した。一連の軍事行動を通じ、「テガス作戦（“断固とした”の意）」、「8月17日作戦（インドネシア独立宣言の日。独立記念日）」、「サプタマルガ作戦（“七原則”の意。インドネシア軍人の忠誠宣誓）」、「サダル作戦（“覚醒”の意）」、「ムルデカ作戦（“独立”の意）」が実行された。作戦名にインドネシアの統一と独立を守るという意識が現れていると言える。
バンテン憲章の時期から、中央政府はこうした反ジャカルタの動きを約12ヶ月のあいだ容認しており、その間に事あらば反対勢力を軍事的に鎮圧する準備を行っていた。中央軍の圧倒的な動員力・軍事的優位性を考えると、PRRI運動は事実上成功の可能性がなかった。とくに中央軍を率いるナスティオン将軍の戦略知識と経験は、フセイン中佐のそれを大きく上回っていた。

### 緒戦
1958年3月12日に開始された中央軍の作戦は、PRRI側がカルテックス社のプカンバル油田を破壊する前にこれを妨害したことで、すばやく勝利をおさめた。この勝利はまた、飛来したPRRI軍が放棄していった多数の装備品が米国製であったことから、この反乱をアメリカ合衆国が支援していると中央軍に確信させるものであった。合衆国政府なかんずく中央情報局（CIA）は、局内のアジア専門家であったデズモンド・フィッツジェラルドの反対にもかかわらず、1958年からPRRIを支援していた。米国がこの危機に直接介入する姿勢をとったと考えられたため、中央軍は同年3月、スマトラのPRRIが支配する都市部で奇襲的な上陸作戦を行った。
3月から5月にかけて軍事バランスは急速に中央軍へと傾き、アフマド・フセイン中佐は撤退と内陸部でのゲリラ戦を選ばざるを得なかった。これにより、米国がPRRIへ国家承認を与えることも難しくなった。後述のアレン・ポープ事件によって米国によるPRRIへの支援は打ち切りへ向かい、今度は紛争の勝者と考えられるジャカルタ中央政府が米国やCIAの支援対象となっていった。

### 中央軍の攻撃
「テガス作戦」はカハルッディン・ナスティオン中佐の指揮下にあり、中部スマトラのプカンバル確保を目的としていた。この地域で産出される石油をいち早く抑えるとともに、リアウ近辺のPRRI勢力がマレーシア・シンガポール方面に支援を求めたり、撤退することを防ぐためでもあった。作戦は2月22日に発起され、3月22日に作戦行動を開始した。PRRI側の盗聴を防ぐため、作戦中の通信ではもっぱらジャワ語が用いられた。リアウは短期間で制圧され、また空港では荷下ろしされたばかりのPRRI軍火器を押収した。
「ムルデカ作戦」は当初、4つの「サプタマルガ作戦」で構成されていた。「サプタマルガ1作戦」はスマルソノ中佐が指揮し、中央スラウェシ地域でプルメスタ軍と戦っている地元勢力を支援するため派遣された。彼はフランス・カランガン率いる親中央政府民兵を補佐し、またプルメスタ勢力へ降伏を呼びかける任務にあたった。「サプタマルガ2作戦」は中央スマトラのゴロンタロ周辺を制圧する目的で立案され、先んじて新たな第1軍管区司令官ジャミン・ギンティン中佐（PRRI外相となったシンボロン大佐の後任で、シンボロン時代には軍管区参謀長であった）の命により陸・空軍特殊部隊がシボルガやパダン・シデムプアン、タルトゥンなど一部都市を制圧した。部隊はアグス・プラスモノ中佐に率いられ、3月19日に行動を開始してほどなく市街および周辺地域を支配下に置いた。「サプタマルガ3作戦」はスラウェシ沖のサンギヘ諸島・タラウド諸島を奪還するため行われ、マグンダ中佐の指揮下で3月23日に始まり、難なく達成された。
「サプタマルガ4作戦」はルクミト・ヘンドラニンラト中佐の指揮下で北スラウェシ州のケマ奪還のため計画され、部隊が州都マナドに配備された。上記の三作戦が終了し部隊がスラウェシに集合したことで、「サプタマルガ4作戦」は「ムルデカ作戦」と改称された。作戦は6月16日に開始され、ケマを制圧した後で周辺地域の掃討に入ったが、プルメスタ軍にマナド南方を奪取されたため、マナド周辺の支配権を確立することになった。結局6月21日、マナドと北スラウェシのほとんどは中央軍の指揮下に入った。
「8月17日作戦」はアフマド・ヤニ大佐に率いられ、西スマトラにおけるPRRIの活動、特にパダンのそれを鎮圧することを目的とした。1958年4月17日、ジャカルタ標準時午前5時から中央海軍の艦砲射撃と同空軍の二波にわたる空爆がタビン空港を狙って行われ、その後インドネシア海兵隊がパダンの浜辺へ上陸した。作戦終了には半月ほどを要し、結果としてパダンからブティキンギまでの都市が中央軍の支配下となった。この作戦では前日に近海で軍艦を大きく動かすことで上陸地点をPRRI側へ悟らせないという欺瞞作戦が功を奏し、またパダン制圧後には周辺地域の掃討も続けて行われた。
「サダル作戦」はイブヌ・ストウォ中佐に指揮される諜報作戦で、テガス・サプタマルガ・8月17日の三作戦の支援が目的であった。中央空軍のAT-16によって三作戦の実行中に行われた。

### 現地の状況
軍事作戦の初期段階では、中央政府側の役人と現地職員が自らの身を守るために避難しており、行政側の活動は麻痺していた。PRRI支配地域での行政を復活させるため、中央軍は中央スマトラ州を三分割した。そのうちの一つが後に主戦場となる西スマトラ州である。5月18日、カハルッディン・ダトゥク・ランカヨ・バサが西スマトラ州の初代知事に任命された。彼は1965年まで知事を務めるが、中央政府から送られた国の代表として、また地域社会のリーダーとして、PRRIという緊急事態の中で大きな重圧にさらされてゆくことになる。
他方、中央軍の動きも統制を欠いていた。中央軍の兵士は地元住民へ暴行を働き、PRRIに同情的とみなされた数千人の人々が恣意的に拘束され、あちこちで大量殺人が起こった。一例として中央軍がブキティンギ市内の時計塔付近で187人の容疑者を射殺したことが記録されているが、このうち17人だけがPRRI兵士で、その他は一般住民であった。その後、遺体は時計塔前の広場に並べられた。
1958年の4月中ごろから1960年にかけて、地域にあるすべての中学校・高等学校は閉鎖された。この二年間に開講していたほとんど唯一の学校であるアンダラス大学も、所属するほとんどの講師と学生がPRRI運動へ参加したため、閉鎖を余儀なくされた。1960年の終わりには、西スマトラ州の全域が中央軍によって掌握されるに至った。
ナスティオンは、PRRIとの戦闘によって7146名の一般市民が殺され、そのほとんど（6115名）は「PRRI側によるもの」であったと記した。サーフルッディン・バハール退役陸軍准将は、短期間に終わったPRRI反乱の犠牲者は、独立革命におけるオランダとの戦争の犠牲者よりもはるかに多かったと述べている。
紛争は3年ほど続いたが、中央軍はPRRI軍を山間部へ追い込むことに成功していた。PRRI軍は本部を置いていたコトティンギをはじめとする都市を奪われ、独立戦争以来のゲリラ戦に徹することとなった。
通常の軍事行動に加え、中央政府は交渉の一環として、PRRIへ参加した兵士たちに対し、降伏してインドネシア共和国と中央軍へ復帰し再び忠誠を見せるよう働きかけた。この行動は「プマンギラン・クンバリ（召還）作戦」と呼ばれる。作戦は功を奏し、1961年5月28日には、運動の指導者とみられていたアフマド・フセイン自身が指揮下の兵士ら約2万4500名をともなって降伏した。さらに中央政府は、PRRIへ参加した市民や軍関係者に対して特赦を発し、1961年6月22日の「1961年大統領令第332号」によって公式に宣言された。この中央政府側の声明に応えて、多数のPRRI指導者らが投降したが、一部は徹底抗戦をはかり、結局1961年9月28日にモハマッド・ナシールらが降伏するまで組織的抵抗は続いた。
実際にはここで約束された特赦は罠にすぎなかった。何年もの間、PRRIの政治・軍事指導者は隔離され、一般社会においても大学生およびその他の学生たちは周囲の圧力を感じることになった。

### アメリカ合衆国の関与
東南アジアを専門とする歴史学者のオードリー・カヒンは、PRRIの反乱には実際にアメリカ合衆国、特にCIAの深い関与があったことを明らかにした。PRRIは単なるインドネシア国内の問題ではなく、米国とソビエト連邦が冷戦のなかで行っていた世界に対する影響力の競争と密接に結びついている。西側諸国の代表として反共主義的な政策をとっていた米国は、インドネシアにおけるインドネシア共産党（PKI）の伸長を警戒しており、反共を公言する地域への支援をこころみていた。またバンドン会議に代表される、スカルノ大統領の非同盟運動的な外交姿勢も米国の疑念を呼んでいた。
しかしその過程において、結局CIAはPRRIを見限り、ジャカルタ政府とABRI、スカルノ大統領へ支援の軸足を移していった。直接のきっかけとなったのは、1958年5月18日、インドネシア軍がCIAの工作員アレン・ローレンス・ポープとプルメスタ革命空軍（AUREV）の通信士ヤン・ハリー・ラントゥンが搭乗する爆撃機を撃墜し、2人を拘束したことだった。そのとき戦闘空域にいたAUREVの他の航空機には急いで塗りつぶされた中国国民党のラウンデルがあり、その操縦士は中国人とアメリカ人であったと報告された。
米政府はインドネシアが分裂崩壊し新たに共産主義政権が誕生するという危惧を抱いていたが、中央政府の優勢を見てこの予測を再考しなければならなくなった。結果としてPRRIを支援することは、インドネシアにおける共産主義の影響を排除するために必ずしも有効な手段ではなくなったと判断された。PKIをはじめとする共産主義グループの影響力を抑える代わりに、米国はスカルノとABRIの士官たちを支持するようになった。

## その後

### 政治的影響

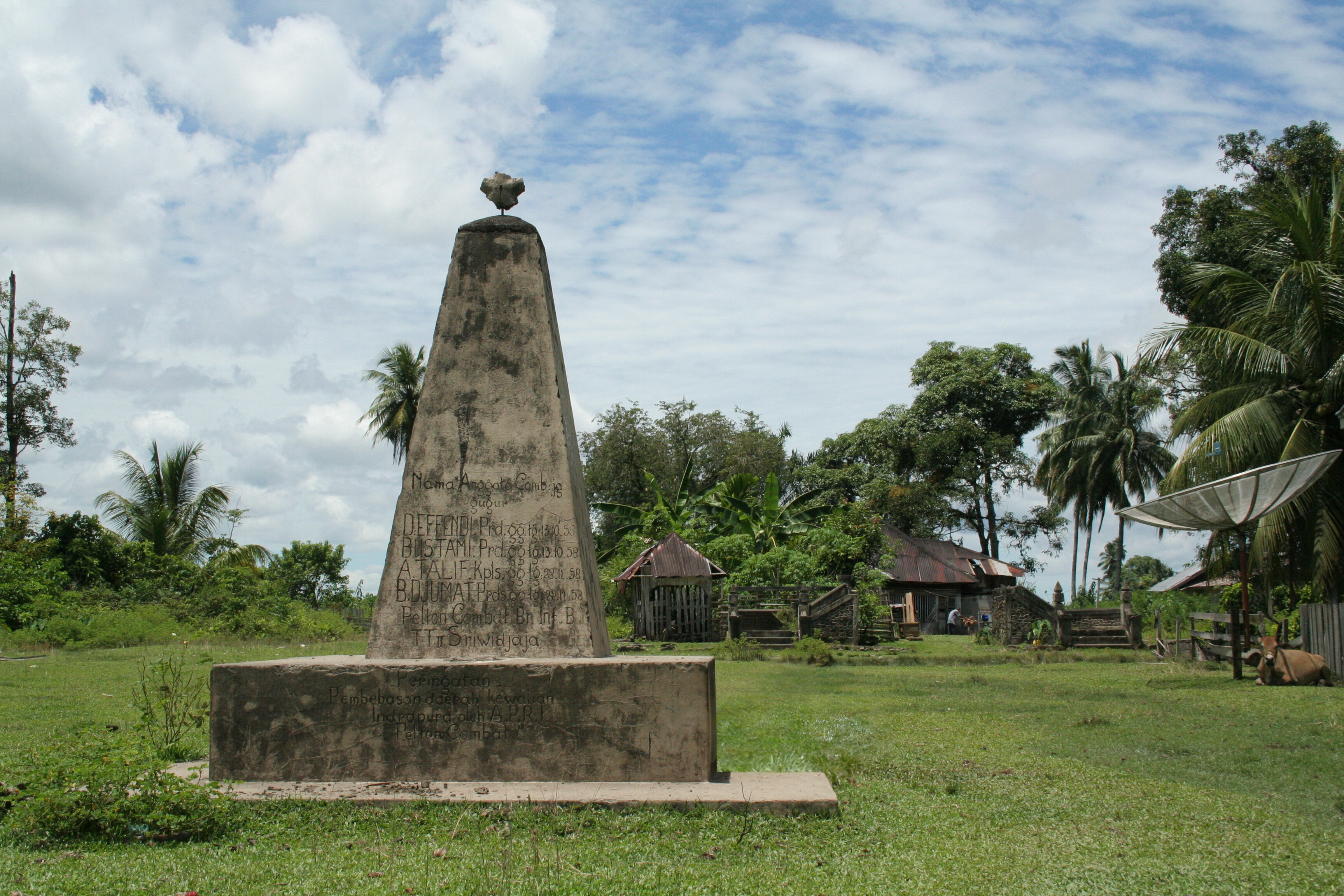
「解放記念碑」は、PRRIに占領されていたすべての地域に、中央軍の部隊によって建てられていった。

カヒンによれば、PRRIの行動は、国を救うため達成されるべき彼らの目標に反するものを生みだした。PRRIとプルメスタの反乱後、インドネシアにおける議会制民主主義は後退し、スカルノ大統領の政治は「指導される民主主義」と自ら名づけた権威主義政権へと変質してゆく。PRRIを滅ぼした三つの勢力、すなわちスカルノ、インドネシア共産党（PKI）そして国軍（ABRI）がインドネシアの主要な政治勢力でもあることが明らかになった。
またPRRIの敗北は、反乱前に議会を支配していた全国政党のうち、マシュミ（Masyumi）およびインドネシア社会党（PSI）の退潮をももたらした。両党の指導者や党員がPRRIにかかわっていたため、あるいはそれを口実に、両党はスカルノによって解散された。これによりPKIの勢力がますます強まることになる。
西スマトラ州ではPKIが、州全域にわたって村長クラスから州政府官僚、地域指導者の座を独占した。PKIにより派遣され西スマトラ地域書記となったブル・ユスフは、教育水準が低く公務員としての経験が少ないにもかかわらず、PKI支持者を重要な公職につけていった。
外交的にみると、紛争のもっとも大きな影響は、ソビエト連邦がインドネシア政府への武器支援を確立したことだった。PRRIが成立宣言を行った当初、インドネシア中央政府は自らに忠実なABRI部隊を国内で敵対する複数の武装勢力に対抗するため、アメリカ合衆国へ支援を求めて接近した。しかし米国はジャカルタよりもむしろパダンのPRRIへ肩入れし、中央政府は当時の世界情勢に従って、米国のライバルであるソ連へ武器を求めて接近せざるを得なかった。その結果、ソ連はインドネシアとABRIへの主要な兵器供給を担い、ABRIが東南アジアでも有数の強力な軍隊へと急激へ近代化・成長するのを助けることになった。この武器支援により、インドネシアは軍事的緊張をエスカレートさせられるようになった。そして彼らは対立している相手へ明白な紛争という選択肢を突きつけることによって議論を脅迫的に進めることが可能となり、イリアンジャヤ問題へも影響を及ぼした。

### 社会的影響
特にミナンカバウ人にとって、PRRIの反乱は大きな負の影響を残すものとなった。オランダ領東インド時代から、ミナンカバウ人は植民地主義に反対し、インドネシア独立戦争では高名な指導者を多く輩出したが、たった一度の反乱で反逆者の汚名を着ることになったからである。今日までPRRIの関係者は、彼らの行動がインドネシアへの反逆であったという見方に対し憤然と否定する傾向がある。一方、PRRI鎮圧作戦の中で中央軍によって行われた殺人、拷問、強盗、強姦など一般市民への残虐行為は住民の自尊心を揺るがし、ミナンカバウ人社会に深いトラウマを刻んだ。
後に西スマトラ州知事となったハールーン・アッラシード・ザインは、PRRI後の西スマトラについて「ガルーダに打ち負かされたナーガたち」と表現した。彼が1961年、初めてパダンへ到着したとき、彼は静かだが緊張した空気を感じ取ったという。ハールーンはまた、未来などないかのように無感動で悲しげで、思い切って話しだそうとしない学生たち（彼らのほとんどは元PRRIであった）を見た。住民の多くは未だに戦争への恐怖を抱えており、緑色の制服に怯えていた。彼らが兵士と出くわした場合、慎重に歩くか身をかわす光景が見られた。
後にインドネシアの環境大臣となったエミール・サリムは、1960年代の西スマトラについて次のように述べている。
PRRI後、1960年代前半には、西スマトラから大規模な人口流出があった。人々は西スマトラで生きてゆくことを恐れていたし、自分たちがミナン人だとみなされるのを恐れていたのだ。
事実、PRRIの反乱は西スマトラから他地域への、ミナンカバウ人の“大脱出”を引きおこした。モフタル・ナイムは著書で、ジャカルタのミナンカバウ人がPRRI前には10万人を超えないものと見られていたが、反乱後には数十万人に膨れ上がったと例を挙げている。1971年には、当時ジャカルタ知事であったアリ・サディキンが「ジャカルタのミナン人人口は約30万人に達する」と発表している。
歴史家のグスティ・アスナンによれば、PRRIの反乱は、ミナン人の人々が子供たちに「奇妙な名前」をつける原因ともなった。中央政府から厳しい抑圧を経験した海外のミナン人もまた、自らのアイデンティティを変えつつある。ミナンではなくパダンの名をあげることは、PRRI後のミナン人によって行われたアイデンティティを曖昧化する行為の一形態として広まった。

### ミナン人虐殺

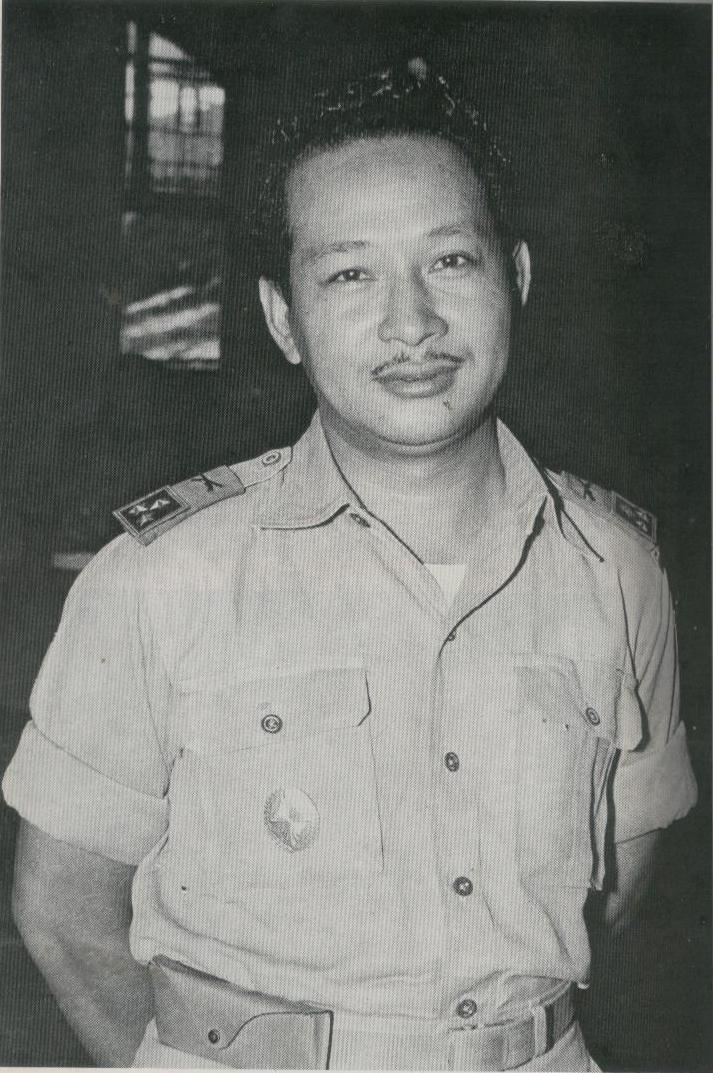
PRRI鎮圧の時期にディポヌゴロ師団司令官を務めていたスハルト歩兵大佐（当時）の写真

2000年3月2日、パダンの地方日刊紙ハリアン・ミンバル・ミナンは、パダン法律支援事務所の発見として、PRRI事件当時にABRI第4軍管区（ディポヌゴロ師団）司令官のスハルト大佐（後の第2代大統領）が部下に対し、ミナン人のジェノサイドを行うよう命令した書簡について報じた。国軍捜査部長のユニザル・チャニアゴが明らかにした。この発表により、ディポヌゴロ師団それ自体が西スマトラ州の人々にとって暗い厄災も同然となった。ハーラン・ダルウィスはこの部隊を殺人、大量虐殺、強姦その他「想像しがたいさまざまな犯罪」といった並外れた残虐行為に関与していると述べた。ユニザルによれば、この事実はスハルトが大統領時代、PRRIについての談話を中止するきっかけになったという。
同事務所の発表にこたえ、ムラディ・ユティ人権大臣は、PRRI反乱の時期に起きた人権侵害については、それを規制できる法律がないため人権裁判へ持ち込むことができないと述べた。
スハルトはABRIジャワ駐屯部隊の司令官の中で、PRRI鎮圧のために部隊を派遣することへもっとも熱心な司令官だったことが指摘されている。1958年、彼はスマトラへ6個大隊相当の兵力を派遣し、その中には彼に最も近しい同志であったヨガ・スゴモ（後の国家情報調整庁長官）やアリ・ムルトポ（後の情報大臣）が連隊長クラスとして参加していた。ジャワ地域の他のABRI司令官がスマトラへ派兵することを躊躇していたことから、中央政府はスハルトへ注目し、前向きに評価した。他の司令官たちは、スマトラへの派兵が「ABRI部隊の相撃」につながることを懸念していたと思われる。